# La Ferté Macé

La Ferté-Macé este o comună în departamentul Orne, Franța. În 1 ianuarie 2022 avea o populație de 5.095 de locuitori.